# Candinegara
Candinegara is een bestuurslaag in het regentschap Banyumas van de provincie Midden-Java, Indonesië. Candinegara telt 3461 inwoners (volkstelling 2010).